# Wole Soyinka
Wole Soyinka (Abeokuta, 13. srpnja 1934.), nigerijski književnik.
Nakon pripremnih studija 1954. na Državnom sveučilištu u Ibadanu, nastavio je na Sveučilištu u Leedsu, gdje je kasnije, 1973. godine i doktorirao. 
Na Soyinku kao dramatičara najviše je utjecao irski pisac J. M. Synge, ali i tradicionalno afričko narodno kazalište s kombinacijom plesa, glazbe i pokreta. U svojim dramama i romanima često je povezivao mitologiju vlastitog plemena, Yoruba, sa svakidašnjim temama. Nekoliko puta je bio zatvaran, a većina njegovih djela bila su zabranjivana u Nigeriji. 
Godine 1986. dobio je Nobelovu nagradu za književnost.

## Djela
- "Stanovnici močvare" (The Swamp Divellers),
- "Lav i dragulj" (The Lion and the Jewel),
- "Iskušenja brata Jeroa" (The Trials of Brother Jero),
- "Jeroova preobrazba" (Jero's Metamorphosis),
- "Ples šuma" (A Dance of the Forests),
- "Konigijeva žetva" (Kongi's Harvest),
- "Snažni soj" (The Strong Breed),
- "Cesta" (The Road, 1965.),
- "Smrt i kraljev konjušar" (Death and the King's Horseman, 1975.),
- "Euripidova Bakhe" (The Bacchae of Euripides, 1973.),
- "Igra divova" (A Play of Giants, 1984.),
- "Rekvijem za futurologa" (Requiem for a Futurologist, 1985.),
- "Tumači" (The Interpreters, 1965.),
- "Doba bezvlašća" (Season of Anomy, 1973.).